# 圣安塞尔莫 (加利福尼亚州)
圣安塞尔莫（英語：San Anselmo），是美国加利福尼亚州马林县下属的一个城市。于1907年4月9日建市。城市面积约为6.9平方公里，根据2010年美国人口普查，该市有人口12,336人。